# Riu Geba

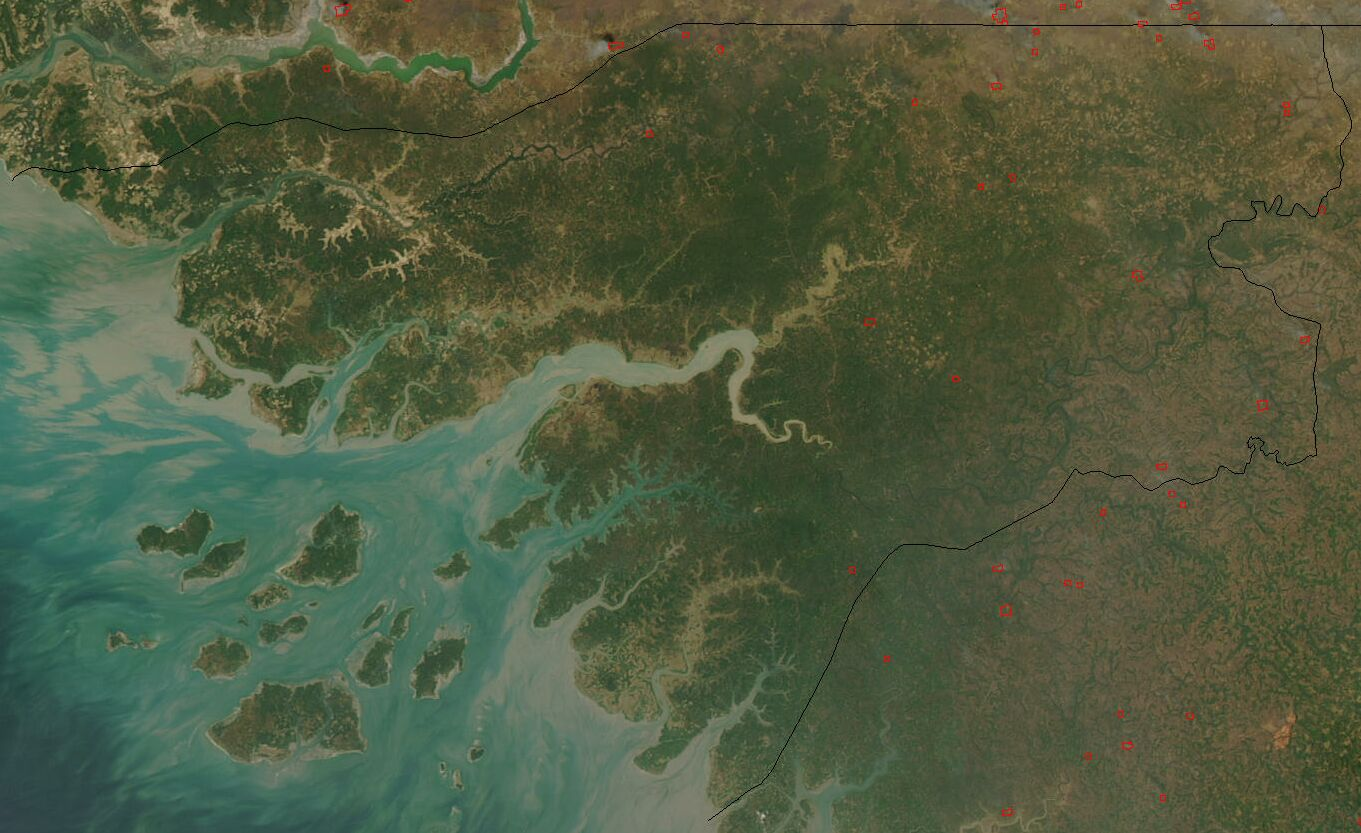
Imatge satèl·lit de la desembocadura del riu Geba

El riu Geba és un riu coster de l'Àfrica occidental que neix a Guinea, passa pel sud del Senegal i la major part del recorregut transita per Guinea Bissau per desembocar a l'Oceà Atlàntic formant un gran estuari on es troba Bisau, i on desaigua un altre gran riu, el riu Corubal, que a vegades es considera afluent seu. Té una longitud de 550 Kilòmetres. Les fortes marees, sovint de 7 m, el fan navegable fins a Bafatá.
El riu Geba, amb el seu afluent Corubal, drena l'altiplà de Bafatá, i també la plana de Gabú, juntament amb el riu Farim (conegut també com a riu Cacheu), i els seus afluents.